# Grundversorgung (Österreich)
Die Grundversorgung in Österreich umfasst die Versorgung von Asylwerbern und anderen hilfsbedürftigen Fremden durch den Staat.

## Ziele der Grundversorgung
Es geht bei der Maßnahme vorwiegend darum, ein Angebot bereitzustellen, mit denen die Grundbedürfnisse des täglichen Lebens gedeckt werden können.
Das umfasst Verpflegung, Unterbringung, Krankenversicherung, medizinische Leistungen, Leistungen für pflegebedürftige Personen, Bekleidungshilfe, Information und Rechtsberatung, Dolmetschkosten, Freizeitaktivitäten, Taschengeld, Schulbedarf, Sonderbetreuung, Betreuung unbegleiteter Minderjähriger, Kosten für Transporte, Deutschkurse, Begräbnisse sowie Verwaltungskosten.
Nach positiver Erledigung eines Asylantrags und dem Ende der Grundversorgung haben anerkannte Flüchtlinge – wie die anderen Einwohner Österreichs – Anspruch auf die bedarfsorientierte Mindestsicherung, bzw. auf die neue österreichische Sozialhilfe, bis sie soweit integriert sind, dass sie ihren Lebensunterhalt selbst verdienen.

## Rechtlicher Rahmen
Die Grundversorgung wird auf Bundesebene durch das Grundversorgungsgesetz – Bund 2005 (BGBl. I Nr. 100/2005, ehem. Bundesbetreuungsgesetz) sowie in den Ländern durch eigene Landesgesetze geregelt. Dabei ist der Bund für die Erstaufnahme zuständig (Bundesbetreuungsstellen), die Länder für die Versorgung der Asylwerbenden (Asylwohnheime und Privatquartiere), und für anerkannte und anderweitig aufenthaltsberechtigte Flüchtlinge. Die Vereinheitlichung der Grundversorgung erfolgt über die Grundversorgungsvereinbarung (Bund – Länder), eine Vereinbarung gemäß Art. 15a B-VG von 2004 (BGBl. I Nr. 80/2004). Die stellt auch die Umsetzung des EU-Asylrechts sicher. Auf Basis dieses Vertrags werden die Asylwerber nach einem Schlüssel auf die einzelnen Bundesländer verteilt.

## Anspruchsgrundlagen
Mit der Unterzeichnung der Genfer Flüchtlingskonvention 1951 hat sich Österreich dazu verpflichtet, Flüchtlinge aufzunehmen und zu versorgen. Folgende Personen sind laut der Vereinbarung zur Grundversorgung zwischen Bund und Ländern aus dem Jahr 2004 „hilfs- und schutzbedürftige Fremde“, welche Anspruch auf die Unterstützung haben:
- Asylwerber, solange das Verfahren läuft
- Asylberechtigte, während der ersten vier Monate nach Asylgewährung. Im Anschluss haben sie Anspruch auf Sozialleistungen wie ein Österreicher (z. B. bedarfsorientierte Mindestsicherung, Familienbeihilfe usw.).
- Personen, die aus rechtlichen und faktischen Gründen nicht abschiebbar sind (wie etwa subsidiär Schutzberechtigte), falls sie die Lebensunterhaltskosten für sich und ihre Angehörigen nicht ausreichend beschaffen können und diese auch nicht von anderen Einrichtungen erhalten.

## Kosten
Im Regelfall bleiben Asylwerber bis zur Entscheidung über ihren Asylantrag in Quartieren untergebracht, die bei einer Vollversorgung einen Tagessatz von 19 Euro pro Person für Unterbringung und Verpflegung erhalten, die der Quartiergeber erhält. Zusätzlich erhalten die Asylwerber Taschengeld von 40 Euro pro Monat. Der Tagessatz für unbegleitete Minderjährige in Wohngruppen beträgt 95 Euro.
Bei einer Teil-Selbstversorgung zahlen die Quartiergeber einen Teil der Tagessätze direkt an die Asylwerber aus (110 Euro pro Monat), welche sich dafür selbst verpflegen müssen. Zusätzlich erhalten sie Grundnahrungsmittel, Hygieneartikel und wiederum 40 Euro Taschengeld. Bei der Selbstversorgung erhalten Quartiergeber einen Tagessatz von 12 Euro, während die Asylwerber sich selbst mit 150 Euro pro Monat verpflegen.
Im Fall von selbst organisiertem Wohnraum ohne Betreuung stehen den Einzelpersonen 120 Euro für die Miete zur Verfügung, Familien 240 Euro. Das Verpflegungsgeld beträgt hier für Erwachsene 200 Euro pro Person, für Minderjährige 90 Euro.
Weitere Leistungen können umfassen:
- Krankenversicherung
- Bekleidungshilfe bis zu 150 Euro/Jahr
- Schulbedarf bis maximal 200 Euro/Jahr
- Fahrtkosten für den Schulbesuch

Die Versorgungskosten von Asylwerbern werden den Ländern zu 60 % vom Bund refundiert, wenn das Asylverfahren länger als 12 Monate dauert, zu 100 %.

## Entwicklung der Grundversorgung
Im Jahr 2014 waren 39.000 Menschen in der Grundversorgung der öffentlichen Hand, davon 28.000 Asylwerber, und 11.000 ehemalige Asylwerber, deren Verfahren bereits abgeschlossen war, als kurzfristige Überbrückung, und subsidiär Schutzbedürftige. Dafür wurden etwa 200 Millionen Euro aufgewendet, davon 150 für die eigentlichen Asylwerber. Diese Summen gehen teils direkt an die Quartiergeber, teils über die Versorgten in den lokalen Konsum. Pro Kopf betrug der Aufwand etwa 420 Euro monatlich, also grob die Hälfte der Mindestsicherung für Österreicher (und anerkannte Flüchtlinge).
Im August 2015 waren im Zuge der Flüchtlingskrise in Europa rund 50.000 Asylwerber in Österreich in Grundversorgung, diese Zahl war bereits während der Jugoslawienkriege einmal überschritten worden. Die Zahl der offenen Asylverfahren stieg bis Ende dieses Jahres auf knapp 80.000, blieb auch 2016 auf dieser Höhe, und konnte im Laufe des Jahres 2017 unter 70.000 gebracht werden.. Für die Situation der wieder steigenden Asylansuchen Mitte 2022 (1. August fast 42.000 bei 31.000 in der Grundversorgung) findet man ein Diagramm in der Wiener Zeitung vom 23. August 2022 Migrationsforscher Gerald Knaus erklärt in der „ZiB 2“ am Sonntag, Österreich sei in den Jahren 2017 bis 2021 das Land gewesen, das weltweit die meisten positiven Asyl-Entscheidungen pro Kopf getroffen habe.
Ziel der österreichischen Politik der Mitt-2010er ist, die durchschnittliche Anzahl der Versorgungstage von Personen in der Grundversorgung mit dem Status Asylverfahren in I. Instanz offen (Verfahren durch das Bundesamt für Fremdenwesen und Asyl), 175 Tage nicht überschreiten zu lassen. Im Jahr 2013 lag dieser Wert bei 172 Tagen. Die Verfahren II. Instanz (Beeinspruchungen), 2015 noch 10 % der offenen Fälle, 2016 schon an die 20 % können sehr viel länger dauern. Daher ist man um klare Kriterien bemüht, wann Beschwerden zulässig sind.

### Geplante Arbeitspflicht für Bezieher der Grundversorgung
Im Januar 2023 wurde vom Vorarlberger ÖVP-Landtagsabgeordneten Roland Frühstück ein Vorschlag veröffentlicht, nach dem Asylbewerber zu gemeinnütziger Arbeit verpflichtet werden sollen, da Asylwerber Rechte und Pflichten hätten und in Österreich während des Verfahrens entsprechend versorgt würden. Daher dürfe der Staat auch eine Gegenleistung erwarten. Dieser Vorschlag entspricht einem Workfare-Modell, wonach für staatliche Leistungen eine Gegenleistung erbracht werden soll. Im September 2023 forderte der fachlich zuständige oberösterreichische Landesrat Wolfgang Hattmannsdorfer ebenfalls die Einführung von verpflichtenden kommunalen Tätigkeiten mit Ausnahmen für Schwangere, Kinder und Alten, gekoppelt an die Auszahlung der Grundversorgung. Bei der ebenfalls im September 2023 stattgefundenen Konferenz von Innenminister Gerhard Karner und den fachlich für innere Angelegenheiten zuständigen Landesreferenten bzw. Landesräten (entspricht einer Innenministerkonferenz) wurde beschlossen, dass das Innenministerium ein Modell entwickeln soll, welches Hilfstätigkeiten und den Bezug der Grundversorgung koppeln soll. Es war fraglich, ob die Koppelung von Arbeitsverpflichtung und Auszahlung der Gelder für Flüchtlinge rechtlich möglich ist. Eine Rechtsauskunft des Innenministeriums bestätigte diese Möglichkeit im Dezember 2023. Derzeit planen die Bundesländer Oberösterreich, Salzburg und Vorarlberg die Einführung einer Arbeitspflicht.
Das Konzept des Innenministeriums sieht vor, dass Asylwerbende neben gemeinnütziger Arbeit im Asylquartier auch im Auftrag von Ländern und Kommunen für gemeinnützige Organisationen einsetzbar sein sollen. Bei Weigerung die Arbeitspflicht zu erfüllen, soll eine Reduktion des Taschengeldes (40 Euro pro Monat) oder eine Umstellung von Geld- auf Sachleistungen (zum Beispiel Essensgutscheine) oder eine Kürzung von Sachleistungen möglich sein. Für die Umsetzung sind die Länder zuständig.